# Ducula pistrinaria
La dúcula insular (Ducula pistrinaria) es una especie de ave columbiforme en la familia Columbidae endémica de Melanesia. 

## Distribución y hábitat
Es propia de los archipélagos de las islas Bismarck, las Luisiadas y las Salomón (pertenecientes a Papúa Nueva Guinea y las islas Salomón). Su hábitat natural son los bosques  húmedos tropicales isleños.